# Jan van der Marel (triathlon)
Pour les articles homonymes, voir Jan van der Marel.
Jan van der Marel, né le 13 janvier 1968 à Nieuwkoop, est un duathlète et triathlète professionnel néerlandais, champion d'Europe de triathlon longue distance (1999).

## Palmarès
Le tableau présente les résultats les plus significatifs (podium) obtenus sur le circuit national et international de triathlon et de duathlon depuis 1991,.
| Année | Compétition                                        | Pays      | Position           | Temps           |
| ----- | -------------------------------------------------- | --------- | ------------------ | --------------- |
| 1999  | Championnats d'Europe de triathlon longue distance | Pays-Bas  | Médaille d'or      | 7 h 57 min 45 s |
| 1999  | Championnat des Pays-Bas longue distance           | Pays-Bas  | Médaille d'or      | Timing          |
| 1998  | Championnat des Pays-Bas longue distance           | Pays-Bas  | Médaille d'or      | Timing          |
| 1998  | Triathlon international Almere                     | Pays-Bas  | Médaille d'or      | 8 h 11 min 32 s |
| 1996  | Ironman Europe                                     | Allemagne | Médaille de bronze | Timing          |
| 1996  | Championnat des Pays-Bas longue distance           | Pays-Bas  | Médaille d'or      | Timing          |
| 1996  | Triathlon international Almere                     | Pays-Bas  | Médaille d'or      | 8 h 1 min 16 s  |
| 1995  | Championnat des Pays-Bas de duathlon               | Pays-Bas  | Médaille d'or      | Timing          |
| 1993  | Championnat des Pays-Bas longue distance           | Pays-Bas  | Médaille d'or      | Timing          |
| 1993  | Triathlon international Almere                     | Pays-Bas  | Médaille d'or      | 8 h 13 min 21 s |
| 1991  | Championnat des Pays-Bas de duathlon               | Pays-Bas  | Médaille d'or      | Timing          |